# Abbazia di San Nazzaro della Costa
L'Abbazia di San Nazzaro della Costa, detto anche Convento Frati Cappuccini San Nazzaro della Costa, a Novara è un complesso religioso costituito dalla chiesa dei santi Nazario e Celso e dal vicino convento, situato nei pressi del cimitero cittadino, su un modesto rialzo di terreno detto colle della Vittoria, dal quale l'appellativo “della costa”.

## Storia
Le prime notizie storiche che attestano l'esistenza di una chiesa a San Nazzaro "de coste" sono del 1124 e del 1155-1157 ma si è certi dell'esistenza di una chiesa dedicata al santo martire, situata al di fuori delle mura cittadine, sin dal X secolo.
Tra il 1256 e il 1265 il complesso è abitato dalle clarisse di san Pietro di Cavaglio a cui si deve la costruzione del convento (piccolo chiostro) e la riedificazione della chiesa che diventa a tre navate. È di questo periodo l'affresco raffigurante la Deposizione di Cristo, recentemente restaurato, situato alla testa della navata destra.
Altre decorazioni risalgono al 1330-1340 e sono attribuibili a pittori di scuola giottesca, mentre quelle del 1346 a Giovanni Jacobi di Como.
Nel 1444 il vescovo di Novara Bartolomeo Visconti cede San Nazzaro della costa ai Frati minori osservanti di San Francesco. In questo periodo storico, anche nel novarese si diffonde l'idea di una religiosità più pura, con una chiesa più povera e spirituale, grazie all'opera di predicazione di figure come san Bernardino da Siena. Vuole la tradizione che il convento di San Nazzaro fu fondato proprio dal santo senese. Fu questo il momento di maggior splendore del complesso religioso.
Tra il 1470 ed il 1500 circa, grazie alle donazioni di alcuni nobili novaresi, sia la chiesa che il convento subiscono profonde trasformazioni architettoniche: nella chiesa vengono abbattuti i pilastri delle navate per realizzare il presbiterio ed il coro, si realizzano le cappelle laterali e si innalzano i grandi archi a sesto acuto che caratterizzano l'edificio, mentre nel convento si realizzano i due chiostri.
Nuove decorazioni si aggiungono a quelle esistenti tra cui la Crocifissione del catino absidale, e la scena dell'Annunciazione, risalente alla fine del XV secolo, situata della seconda cappella destra.
Altri interventi, di stampo tipicamente rinascimentale, vengono realizzati negli anni successivi, come le ampie finestre della facciata ed il porticato verso il chiostro.
Gli affreschi della chiesa si distinguono per il loro linguaggio figurativo, molto più simile ai modelli lombardi che a quelli tipicamente locali, e rappresentano quindi una rara testimonianza all'interno del panorama artistico novarese del '400. Da notare il monogramma IHS più volte rappresentato all'interno della chiesa e del convento.
Nel 1626 il convento viene ceduto da papa Urbano VIII ai frati minori riformati che vi restano fino al 1810, senza apportare modifiche stilistiche di rilievo. Negli anni successivi il complesso subisce un progressivo degrado prima di diventare proprietà dell'Ospedale Maggiore di Novara.
Nel 1923 il Comune di Novara promuove in recupero artistico dell'edificio e nel 1928 viene stipulata una convenzione tra l'Ospedale e i frati minori cappuccini di Alessandria che dal 1929 abitano e gestiscono il complesso.

## Museo e parco
A fianco alla chiesa è ubicato il Museo storico novarese "Aldo Rossini", inaugurato nel 1965 e finalizzato a conservare, tramandare e valorizzare la memoria dei combattenti della città di Novara e della sua provincia. Il colle su cui sorge il complesso funge anche da Parco delle Rimembranze e costituisce un'area monumentale riassuntiva delle vicende belliche dei novaresi dal 1848 al 1945.

## Galleria d'immagini

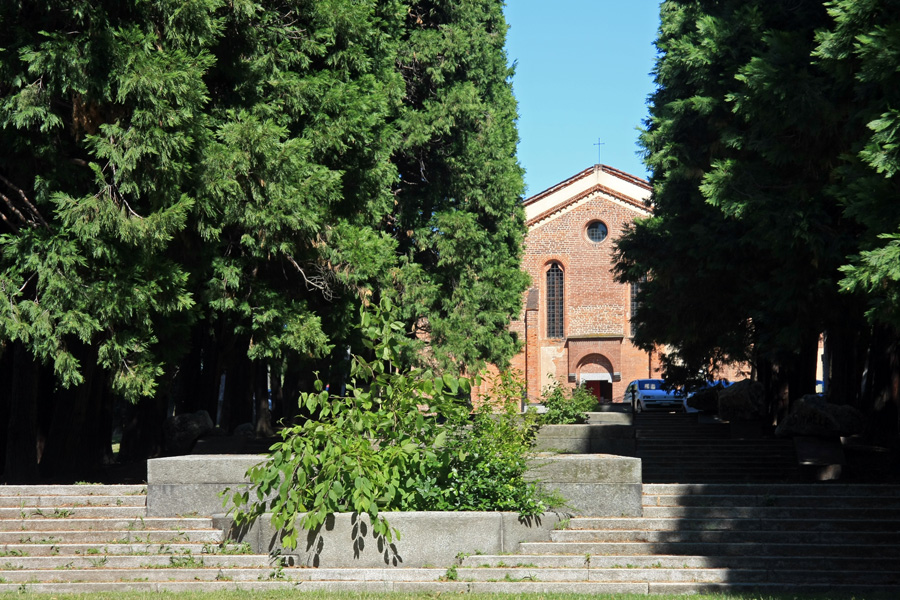
La scalinata che sale alla chiesa
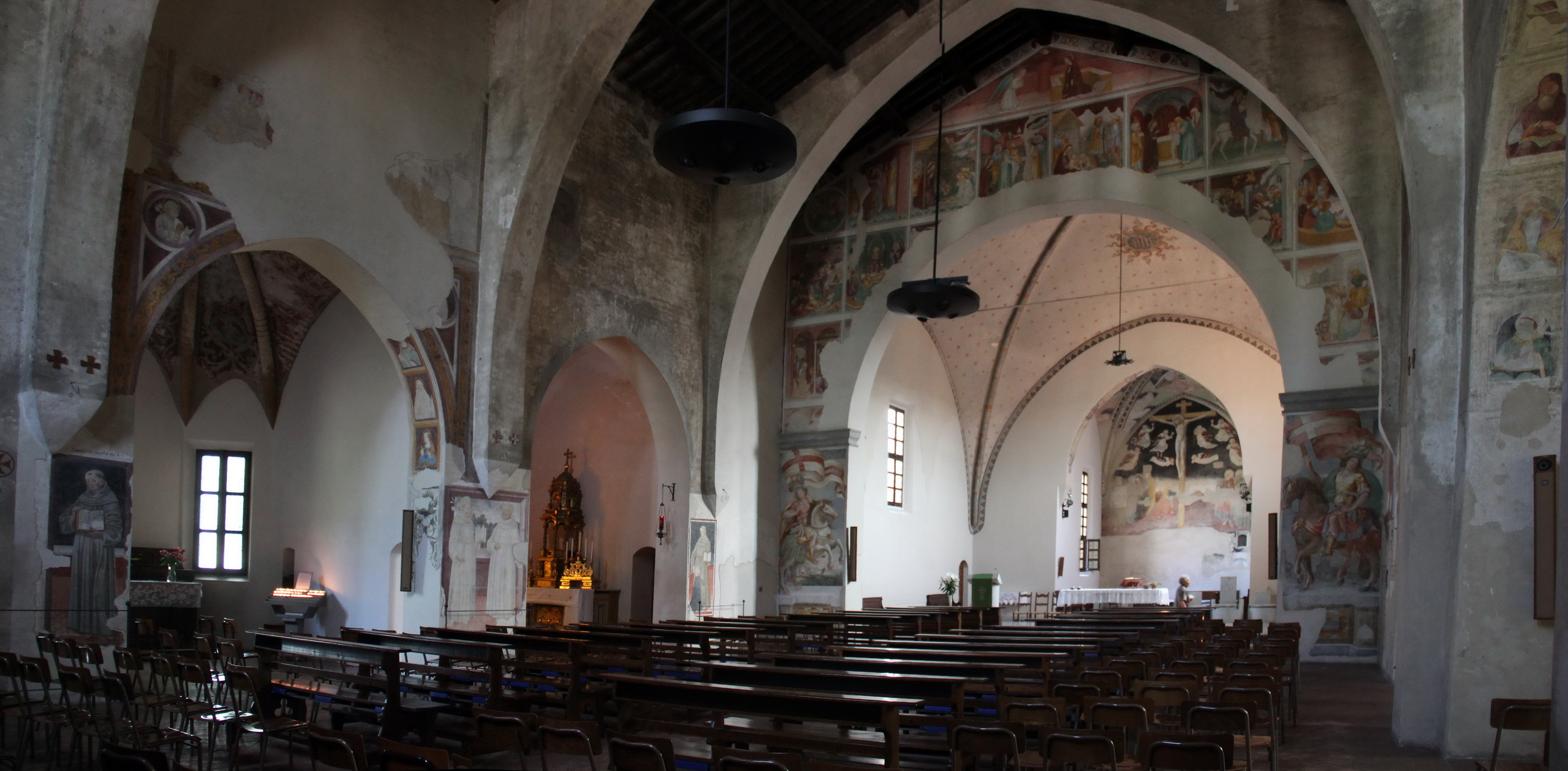
Interno della chiesa
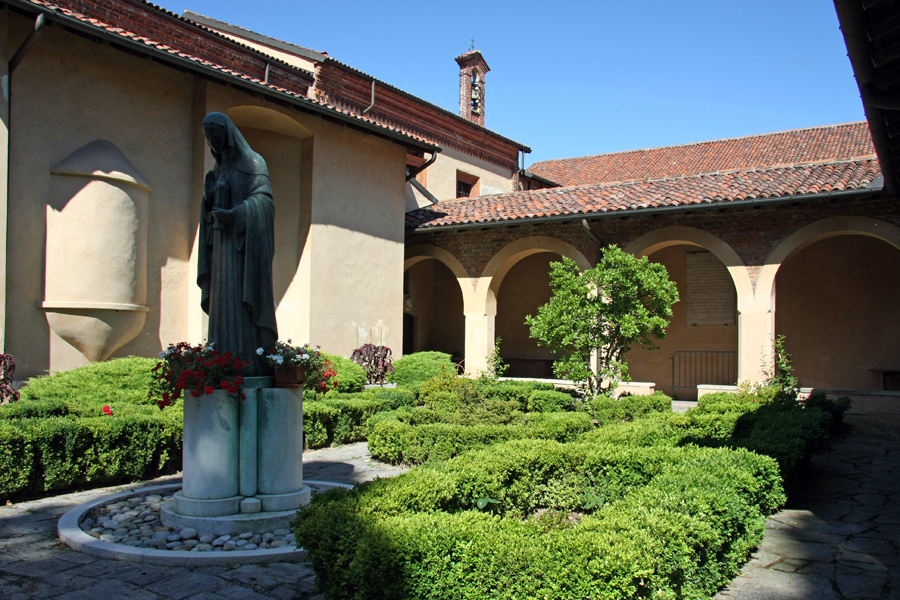
Scorcio del convento
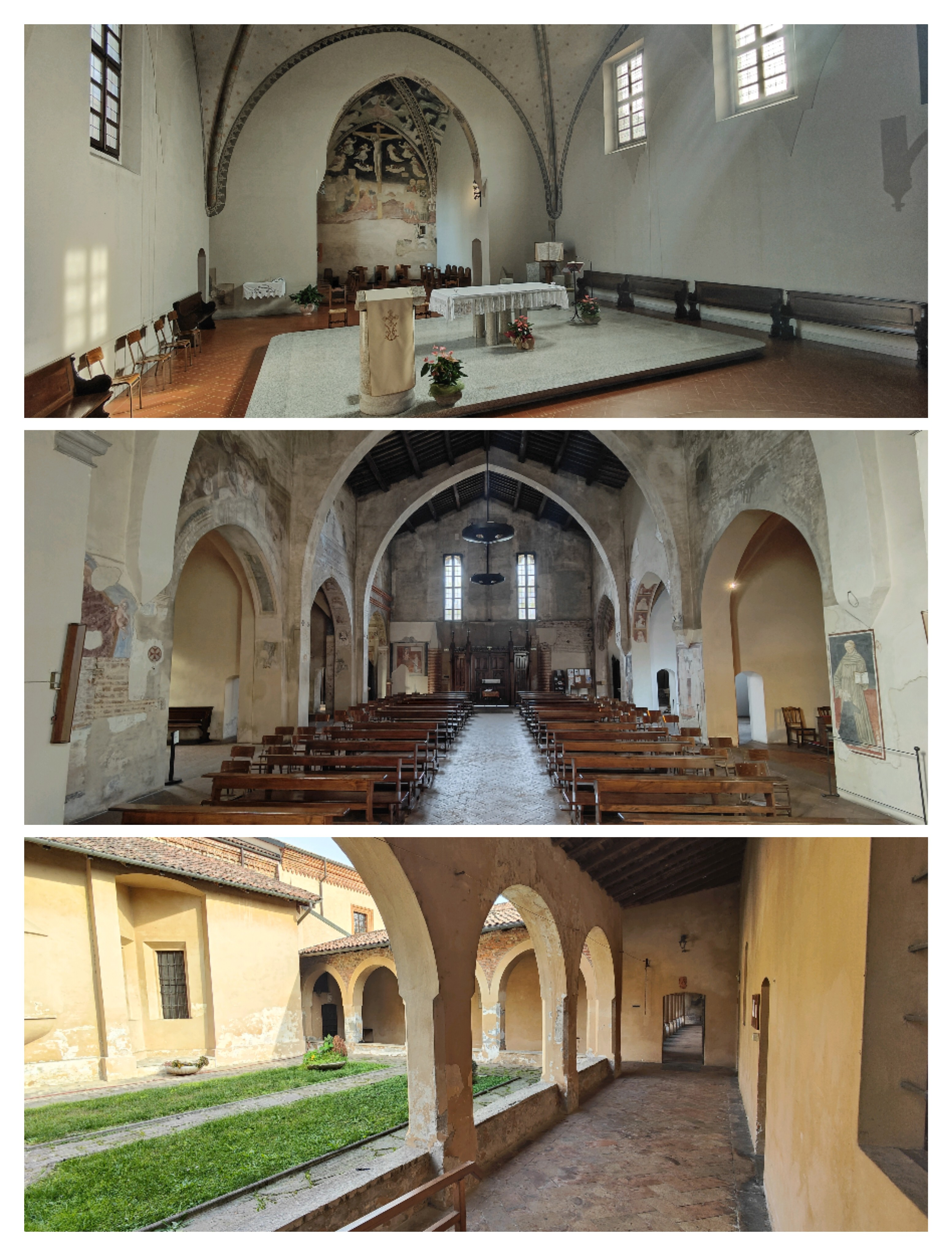
Gli interni: l'altare, al centro: l'ingresso visto dall'altare, in basso: altra parte del chiostro
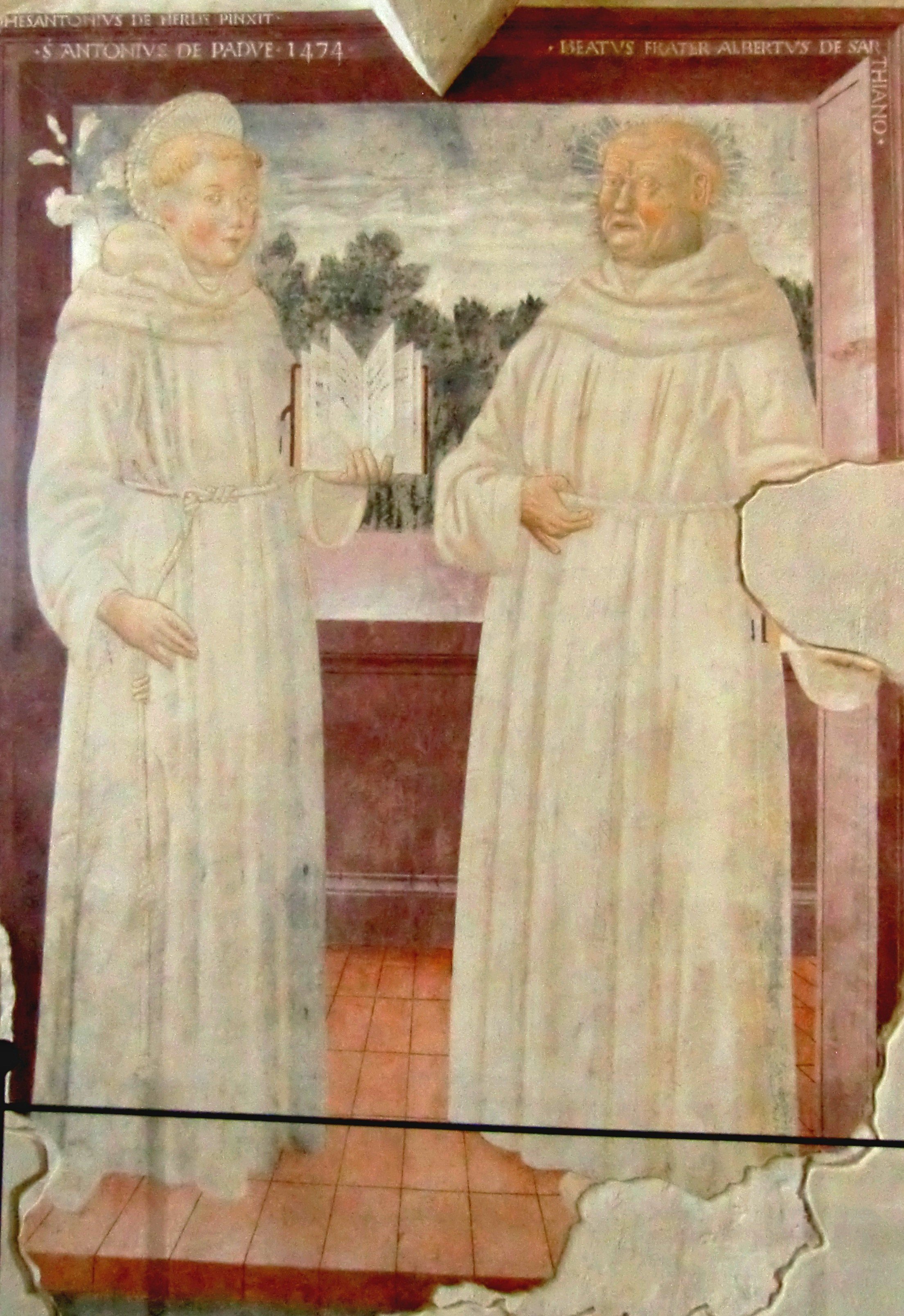
Giovanni Antonio Merli, Sant'Antonio da Padova con il beato Alberto da Sarthiano, 1474
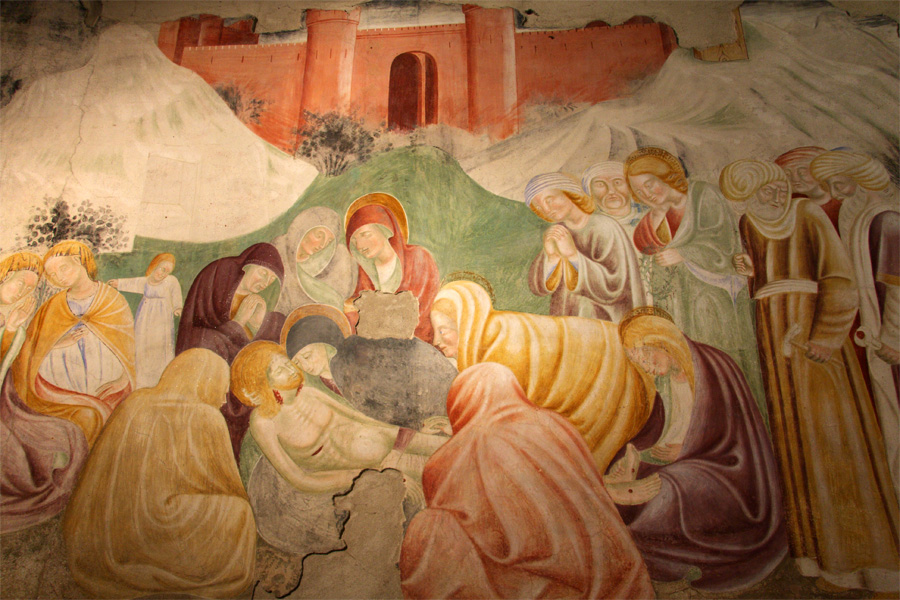
Affresco della deposizione di Cristo risalente al XIII secolo